# Борисов камен
Борисов камен познати и као Двинско камење је споменик белоруске епиграфике из XII века. Садржи седам средњовековних артефаката на обали Западне Двине између Полоцка и Дрисе, Белорусија. Вероватно је да постоје пре појаве хришћанства, али су у 12. веку исписане текстом и осликане ликом Исуса Христа. Највећи камен има запремину од 17 метара.

## Историја
Иако је ове особине још у 16. веку описао Матеј Стријковки, први је на њих скренуо научну пажњу гроф Јегор Канкрин 1818. године. Канкрин је открио да је на зиду код Орше писало: „Ове године 1171, 7. марта, завршен је овај крст. Боже, помози слуги твоме, другоме сину, који се зове Борис”.
Касније је пронађено још неколико камења са Борисовим именом. Тридесетих година 20. века комунистичке власти су дигле у ваздух два од њих као верске објекте, а њихови остаци су коришћени за асфалтирање пута између Минска и Москве. Остали су бачени у реку, где је лежала до свог открића 1988. године. Три друга камена су премештена да би била изложена у близини цркве Свете Софије у Полоцку, у Музеју камена у Минску и у Коломенском код Москве.

## Опис
Два назива за камење помало варају: само четири се налазе уз обале Двине, а један од камена уопште није пронађен. Оно што их уједињује је њихова истоветнаилустрација: „У свим случајевима, централни комад је огроман крст на коме се налазе скраћени елементи конвенционалне грчке легенде која проглашава Исусову победу“. 
Опште је прихваћено да је Борис, који се помиње у натписима, био Рогволод Всеславич (крштено име „Борис“), син Всеслава Полоцког, иако је вероватно да су такво камење поштовали пагански Словени много пре него што је земља христијанизована.